# Lucjan Kaszycki
Lucjan Marian Kaszycki, ps. „Jean Clero” (ur. 27 września 1932 w Krakowie, zm. 5 maja 2021 w Warszawie) – polski kompozytor, aranżer, publicysta muzyczny, pedagog, profesor sztuk muzycznych.

## Życiorys
Ukończył Państwową Szkołę Muzyczną I stopnia im. Fryderyka Chopina w Nowym Targu w klasie Heleny Szkielskiej. W 1951 zdał maturę w Liceum im. Seweryna Goszczyńskiego w Nowym Targu. Następnie ukończył studia na Wydziale Kompozycji Państwowej Wyższej Szkole Muzycznej w Krakowie, w klasie Stanisława Wiechowicza. W trakcie studiów rozpoczął pracę jako kierownik muzyczny w krakowskim Teatrze Groteska (1954–1958). Tworzył też własne kompozycje, otrzymał wyróżnienie za utwór Scherzo symfoniczne na międzynarodowym konkursie kompozytorskim, a także drugą nagrodę za kompozycję Passacaglia, którą napisał na wielką orkiestrę symfoniczną. Po ukończeniu studiów pracował jako nauczyciel w Państwowym Liceum Muzycznym w Krakowie, potem wykładał kompozycję muzyczną w krakowskiej PWSM. Wykształcił takich muzyków jak Jan Jarczyk, Ryszard Szeremeta, Andrzej Zarycki, Andrzej Zieliński i inni. Okazjonalnie występował jako ekspert w zakresie tematów muzycznych w Wielkiej grze. W 1976 wykładał na warsztatach jazzowych „Radost '76” w Mąchocicach k. Kielc; był współscenarzystą poświęconego temu wydarzeniu filmu dokumentalnego Gramy standard! w reżyserii Andrzeja Wasylewskiego.
W 1974 zamieszkał w Warszawie, na tamtejszej Akademii Muzycznej obejmował stanowiska docenta (1983), a następnie profesora (1990). W 2002 otrzymał tytuł profesora sztuk muzycznych. W latach 1974–1977 pracował jako kierownik Redakcji Muzycznej Programu III Polskiego Radia. W 1985 zajął się realizacją muzyki rozrywkowej, elektronicznej i komputerowej we własnym studiu. W 1992 wraz z Alicją Kazaniszyn współtworzył pierwszą w Polsce prywatną szkołę muzyki rozrywkowej (przemianowaną na Autorską Szkołę Muzyki Rozrywkowej i Jazzowej I i II stopnia im. Krzysztofa Komedy w Warszawie).
Był twórcą muzyki do ok. 150 spektakli teatralnych (wystawianych m.in. w teatrach Krakowa, Warszawy, Gdyni, Poznania), do ponad 40 filmów, m.in. do Pożegnania (1958), Gangsterów i filantropów (1962) i Jak być kochaną (1962), a także do pieśni do wierszy George’a Byrona, Williama Shakespeare’a, François Villona oraz Tadeusza Gajcego. W latach 1967–1972 prowadził Zespół Organowy Rozgłośni Polskiego Radia w Krakowie. Jego piosenki śpiewali m.in. Sława Przybylska, Hanna Rek, Piotr Szczepanik, Ewa Demarczyk, Joanna Rawik i Irena Santor.
Pochowany na cmentarzu Wojskowym na Powązkach (kwatera A 2/13/6).

## Twórczość

### Piosenki z muzyką Lucjana Kaszyckiego
- Chciałabym
- Cztery zielone słonie
- Głogi
- Idzie drogą jesień
- Ja mam szczęście do wszystkiego
- Już czeka utarty mak
- Ktoś zadrwił z nas
- Lubię te moje smutki
- Niby nic
- Nie chodź tą ulicą
- Nie twoje kroki
- Nocą na Kanoniczej
- Od brzegu do brzegu
- Osobni
- Pamiętasz, była jesień
- Piosenka o wieczornym gościu
- Stary malarz
- Tańczy Józefinka
- To wszystko z nudów
- W blasku słońca
- Zatrzymaj wóz

### Inne kompozycje
- Czarodziejski pierścień (musical dla dzieci, 1986)
- Diabły warszawskie (musical dla młodzieży, 1987)
- Dziadek do orzechów[7] (bajka muzyczna, 1989)
- Gdzieś w niedorzeczu Wisełki (musical, 1969)
- Kwiat paproci (musical dla młodzieży, 1989)
- Meridian (musical dla dzieci, 2004)
- Słomkowy kapelusz (musical, 1968)
- Tajemnicza pozytywka, czyli jak zwabić starszą panią (musical, 1963)
- W krainie wiatru, srebrnych jezior i jaskiń (baśń muzyczna, 2000)
- Wampuka (opera buffa, 1983)
- Wyczaruję ci bajkę[8] (piosenki dla dzieci, 1984)

## Odznaczenia i wyróżnienia
- Krzyż Kawalerski Oficerski Orderu Odrodzenia Polski (2011)[9]
- Krzyż Kawalerski Orderu Odrodzenia Polski (2002)[10]
- Złoty Krzyż Zasługi (1982)[11]
- Srebrny Medal „Zasłużony Kulturze Gloria Artis” (2013)[12]
- Odznaka „Zasłużony Działacz Kultury” (1970)[11]
- Odznaka „Za Zasługi dla Miasta Opola” (1973)[11]
- Medal 90-lecia ZAiKS-u (2009)[13]
- Medal ZAiKS-u (1998)[13]
- Odznaka honorowa ZAiKS-u (1993)[13]
- „Złoty Helikon” – wyróżnienie krakowskiego oddziału Polskiego Stowarzyszenia Jazzowego (1995)[11]
- I nagroda na I Ogólnopolskim Konkursie Piosenki o Krakowie za piosenkę Nocą na Kanonicznej (1959)[11]
- II nagroda w konkursie Związku Kompozytorów Polskich za piosenkę Zatrzymaj wóz (1962)[11]
- Nagroda specjalna na Krajowym Festiwalu Piosenki Polskiej w Opolu za piosenkę Nie twoje kroki (1964)[11]
- I nagroda w konkursie Związku Kompozytorów Polskich za piosenkę Od brzegu do brzegu (1964)[11]
- III nagroda na Krajowym Festiwalu Piosenki Polskiej w Opolu za piosenkę Nie chodź tą ulicą (1966)[11]
- I nagroda na ogólnopolskim konkursie Polskiego Radia za piosenkę Osobni (1968)[11]
- Nagroda Ministra Kultury i Sztuki II stopnia (1971, 1986)[11]
- Nagroda Prezesa Rady Ministrów (1986)[11]
- Nagrodarektora Akademii Muzycznej w Warszawie II stopnia (1981), I stopnia (1990)[11]